# Melodi Grand Prix 2009
Der 47. Melodi Grand Prix war der norwegische Vorentscheid für den Eurovision Song Contest 2009 in Moskau (Russland). Der Sänger Alexander Rybak gewann mit seinem selbst geschriebenen Lied Fairytale den Vorentscheid und später den Eurovision Song Contest für Norwegen.

## Format

### Konzept
Zum vierten Mal in Folge bestand der von der staatlichen Rundfunkgesellschaft Norsk rikskringkasting (NRK) ausgetragene Melodi Grand Prix aus drei Halbfinals und der Sendung Siste Sjansen. Insgesamt nahmen 21 Interpreten mit deren Beiträgen am Vorentscheid teil. So viel wie nie zuvor. In jedem Halbfinale nahmen demnach sieben Interpreten teil, von denen sich die zwei Bestplatzierten direkt für das Finale qualifizierten. Diejenigen Interpreten, die auf dem dritten und vierten Platz landeten, erhielten einen Startplatz in der Siste Sjansen. Zusätzlich wählte NRK zwei weitere Interpreten aus, die ebenfalls an dieser Sendung teilnehmen durften. Diese acht Interpreten traten über zwei Runden in Duellen gegeneinander an. Schließlich qualifizierten sich zwei Beiträge für das Finale mit acht Interpreten. Den Melodi Grand Prix 2009 produzierte NRK in Zusammenarbeit mit der Produktionsfirma Dinamo Story. Ziel war es laut Produzent Stian Malme, den Wettbewerb größer, professioneller und beliebter zu machen.

### Beitragswahl
Nach Angaben von NRK wurden insgesamt 350 potenzielle Beiträge eingereicht. 50 Prozent des Beitrags mussten von Komponisten und Textern mit norwegischer Staatsbürgerschaft verfasst werden.

### Sendungen
Der Melodi Grand Prix 2009 erstreckt sich über fünf Wochen. Zum dritten Mal in Folge fanden die Sendungen in unterschiedlichen Orten Norwegens statt. Die Halbfinals fanden in Kongsvinger, Bodø und Skien statt. In Ålesund wurde die Siste Sjansen ausgetragen. Das Finale fand im Osloer Spektrum statt.
| Sendung       | Sendedatum       | Stadt       | Austragungsort    | Teilnehmer |
| ------------- | ---------------- | ----------- | ----------------- | ---------- |
| Delfinale 1   | 24. Januar 2009  | Kongsvinger | Kongsvinger Hall  | 7          |
| Delfinale 2   | 31. Januar 2009  | Bodø        | Bodø Spektrum     | 7          |
| Delfinale 3   | 07. Januar 2009  | Skien       | Skien Fritidspark | 7          |
| Siste Sjansen | 14. Februar 2009 | Ålesund     | Sunnmørshallen    | 8          |
| Finale        | 21. Februar 2009 | Oslo        | Oslo Spektrum     | 8          |

## Halbfinale

### Erstes Halbfinale

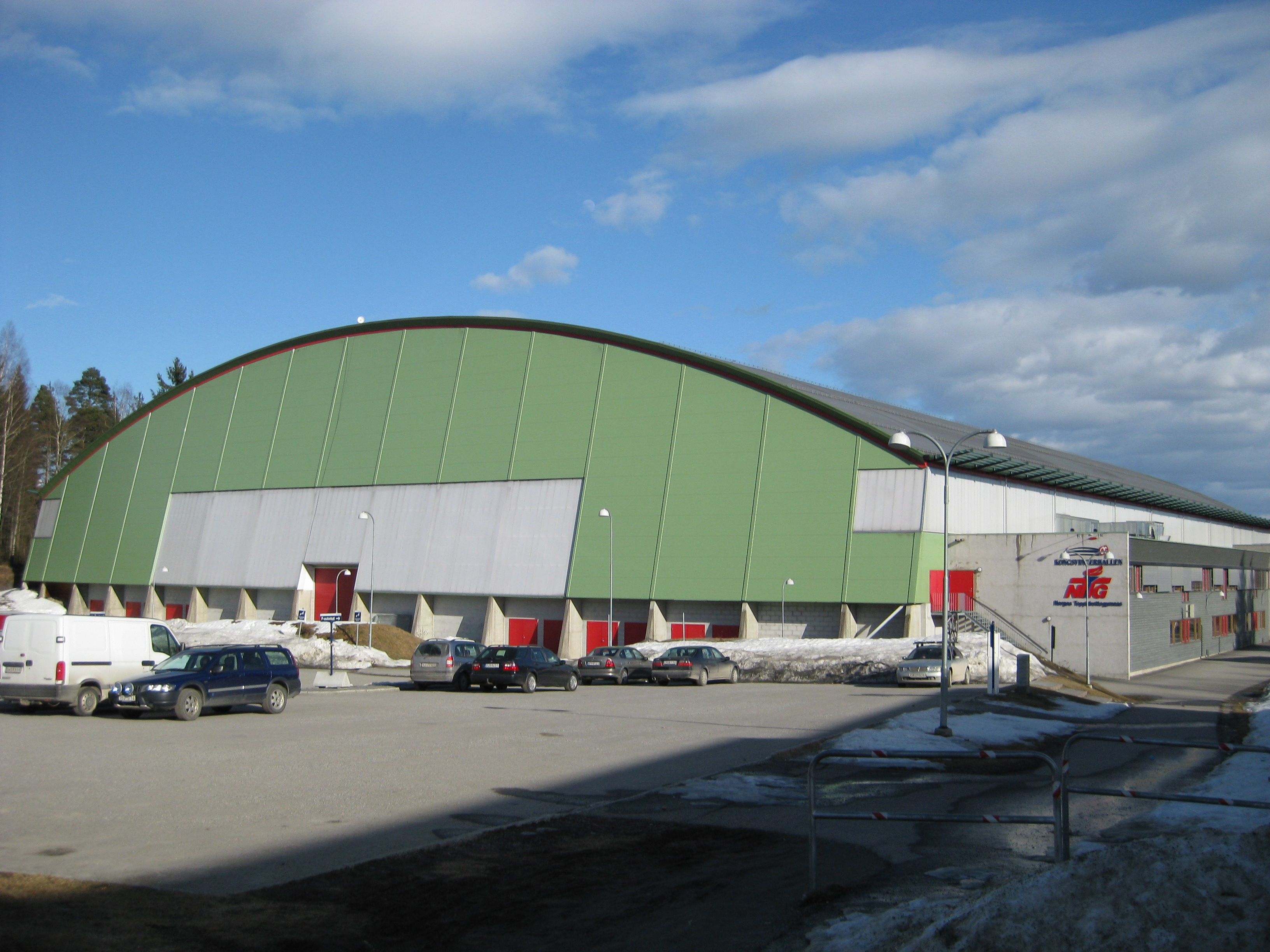
Kongsvingerhallen

Das erste Halbfinale (Delfinale 1) fand am 24. Januar 2009 um 20:55 Uhr (MEZ) in den Kongsvingerhallen in Kongsvinger statt
| Platz | Startnr. | Interpret                | Lied Musik (M) und Text (T)                                             | Sprache    | Übersetzung (Inoffiziell) |
| ----- | -------- | ------------------------ | ----------------------------------------------------------------------- | ---------- | ------------------------- |
| 1./2. | 6        | Thomas Brøndbo           | Det vart en storm M: Svein Gundersen; T: Rolf Mokkelbost                | Norwegisch | Es gab einen Sturm        |
| 1./2. | 7        | Velvet                   | Tricky M/T: Hanne Sørvaag, N2, Niklas Bergwall, Niclas Kings            | Englisch   | Knifflig                  |
| 3./4. | 4        | Espen Hana               | Two of a Kind M: Trond Andreassen; T: Trond Andreassen, Christian Bloom | Englisch   | Zwei von einer Sorte      |
| 3./4. | 1        | Surferosa                | U Look Good M: Surferosa, Lars-Erik Westby; T: Mariann Thomassen        | Englisch   | Du siehst gut aus         |
| –     | 3        | KeSera & Anita Hegerland | Party M: Robin Nordahl, Thomas Ewel; T: KeSera                          | Englisch   | Party                     |
| –     | 2        | Chicas del Coro          | Men, Men, Men! M/T: Hilde Marstrander                                   | Englisch   | Mann, Mann, Mann          |
| –     | 5        | Charite                  | Sweeter Than a Kiss M/T: Christian Ingebrigtsen, Laila Samuelsen        | Englisch   | Süßer als ein Kuss        |

 Kandidat hat sich für das Finale qualifiziert.

 Kandidat hat sich für die Siste Sjansen qualifiziert.

 Kandidat erhielt eine Wildcard für die Siste Sjansen.

### Zweites Halbfinale

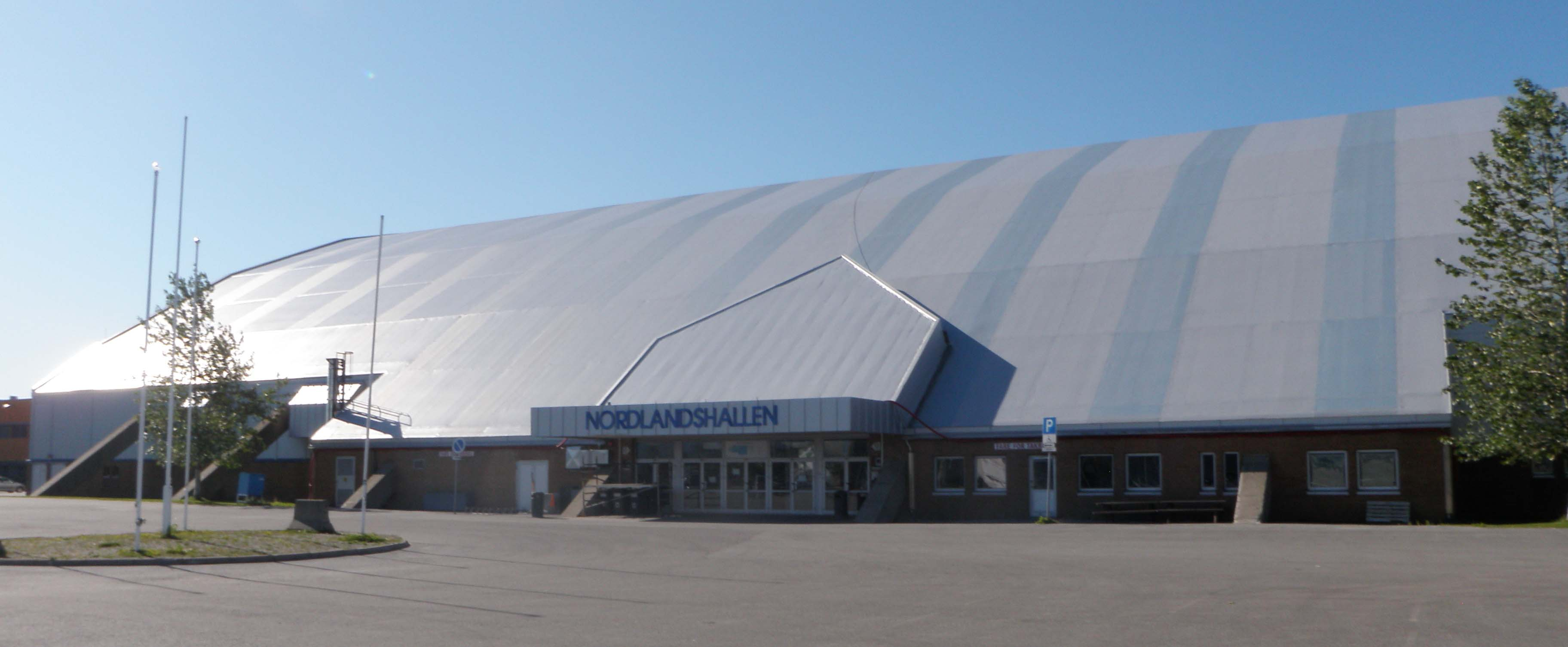
Bodø Spektrum

Das zweite Halbfinale (Delfinale 2) fand am 31. Januar 2009 um 20:55 Uhr (MEZ) im Bodø Spektrum in Bodø statt.
| Platz | Startnr. | Interpret          | Lied Musik (M) und Text (T)                                                                        | Sprache    | Übersetzung (Inoffiziell)      |
| ----- | -------- | ------------------ | -------------------------------------------------------------------------------------------------- | ---------- | ------------------------------ |
| 1./2. | 4        | Alexander Stenerud | Find My Girl M/T: Alexander Stenerud                                                               | Englisch   | Finde mein Mädchen             |
| 1./2. | 7        | Tone Damli Aaberge | Butterflies M: David Eriksen, Billy Burnette; T: Tone Damli Aaberge, Mats Lie Skåre                | Englisch   | Schmetterlinge                 |
| 3./4. | 2        | Publiners          | Te stein M: Bertil Bertelsen; T: Olav Nygaard, Morten Horn, Ronny Bertelsen                        | Norwegisch | Zu steinig                     |
| 3./4. | 5        | Janni Santillan    | (Like You Did) Yesterday M/T: Janni Santillan                                                      | Englisch   | (Wie du es getan hast) Gestern |
| 5.–7. | 1        | Wenche Myhre       | Alt har en mening nå M: Thomas Thörnholm, Michael Clauss, Dan Attlerud; T: Jan Vincent Johannessen | Norwegisch | Alles hat jetzt eine Bedeutung |
| 5.–7. | 3        | Tine Wulff         | Ride M/T: Marte Wulff                                                                              | Englisch   | Reiten                         |
| 5.–7. | 6        | Julius Winger      | Like An Angel M/T: Julius Winger, Ole Jørgen Olsen                                                 | Englisch   | Wie ein Engel                  |

 Kandidat hat sich für das Finale qualifiziert.

 Kandidat hat sich für die Siste Sjansen qualifiziert.

### Drittes Halbfinale

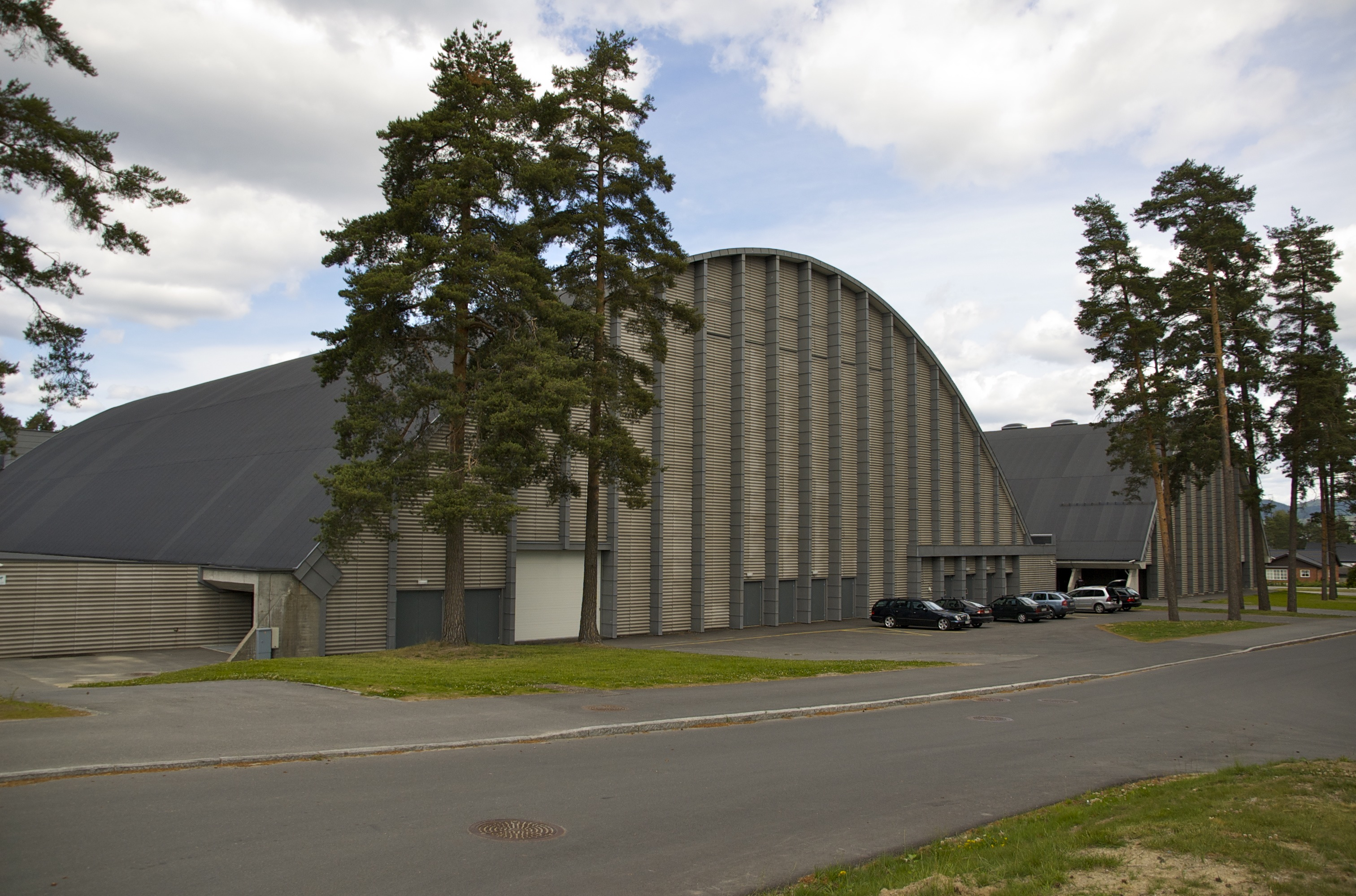
Skien Fritidspark

Das dritte Halbfinale (Delfinale 3) fand am 7. Februar 2009 um 20:55 Uhr (MEZ) im Skien Fritidspark in Skien statt.
| Platz | Startnr. | Interpret       | Lied Musik (M) und Text (T)                            | Sprache  | Übersetzung (Inoffiziell) |
| ----- | -------- | --------------- | ------------------------------------------------------ | -------- | ------------------------- |
| 1./2. | 3        | Ovi             | Seven Seconds M/T: Simone Larsen, Simen Eriksrud       | Englisch | Sieben Sekunden           |
| 1./2. | 7        | Alexander Rybak | Fairytale M/T: Alexander Rybak                         | Englisch | Märchen                   |
| 3./4. | 4        | Jane Helen      | Shuffled M: Jane Helen; T: Christine Litlekalsøy       | Englisch | Durchmischt               |
| 3./4. | 6        | Sunny           | Carrie M/T: Solgunn Ivana Valstad, Hans Petter Aaserud | Englisch | –                         |
| –     | 5        | Foxy            | Do It Again M/T: Hanne Sørvaag, Harry Sommerdahl       | Englisch | Mach es nochmal           |
| –     | 1        | Sichelle        | Left Right M/T: Mats Lie Skåre                         | Englisch | Links Rechts              |
| –     | 2        | The Rebelettes  | Soul Train M/T: The Rebelettes                         | Englisch | Soul Zug                  |

 Kandidat hat sich für das Finale qualifiziert.

 Kandidat hat sich für die Siste Sjansen qualifiziert.

 Kandidat erhielt eine Wildcard für die Siste Sjansen.

## Siste Sjansen
Die Siste Sjansen (Zweite Chance) fand am 14. Februar 2020 um 20:55 Uhr (MEZ) in den Sunnmørshallen in Ålesund statt.
| Erste Runde | Erste Runde | Erste Runde              | Erste Runde                                                                 | Erste Runde | Erste Runde                    |
| Duell       | Startnr.    | Interpret                | Lied Musik (M) und Text (T)                                                 | Sprache     | Übersetzung (Inoffiziell)      |
| ----------- | ----------- | ------------------------ | --------------------------------------------------------------------------- | ----------- | ------------------------------ |
| 1           | 1           | KeSera & Anita Hegerland | Party M: Robin Nordahl, Thomas Ewel; T: KeSera                              | Englisch    | Party                          |
| 1           | 2           | Espen Hana               | Two of a Kind M: Trond Andreassen; T: Trond Andreassen, Christian Bloom     | Englisch    | Zwei von einer Sorte           |
|             |             |                          |                                                                             |             |                                |
| 2           | 1           | Janni Santillan          | (Like You Did) Yesterday M/T: Janni Santillan                               | Englisch    | (Wie du es getan hast) Gestern |
| 2           | 2           | Surferosa                | U Look Good M: Surferosa, Lars-Erik Westby; T: Mariann Thomassen            | Englisch    | Du siehst gut aus              |
|             |             |                          |                                                                             |             |                                |
| 3           | 1           | Sunny                    | Carrie M/T: Solgunn Ivana Valstad, Hans Petter Aaserud                      | Englisch    | –                              |
| 3           | 2           | Publiners                | Te stein M: Bertil Bertelsen; T: Olav Nygaard, Morten Horn, Ronny Bertelsen | Norwegisch  | Zu steinig                     |
|             |             |                          |                                                                             |             |                                |
| 4           | 1           | Foxy                     | Do It Again M/T: Hanne Sørvaag, Harry Sommerdahl                            | Englisch    | Mach es nochmal                |
| 4           | 2           | Jane Helen               | Shuffled M: Jane Helen; T: Christine Litlekalsøy                            | Englisch    | Durchmischt                    |

| Goldduell | Goldduell | Goldduell  | Goldduell                                                                   | Goldduell  | Goldduell                 |
| Duell     | Startnr.  | Interpret  | Lied Musik (M) und Text (T)                                                 | Sprache    | Übersetzung (Inoffiziell) |
| --------- | --------- | ---------- | --------------------------------------------------------------------------- | ---------- | ------------------------- |
| 1         | 1         | Espen Hana | Two of a Kind M: Trond Andreassen; T: Trond Andreassen, Christian Bloom     | Englisch   | Zwei von einer Sorte      |
| 1         | 2         | Surferosa  | U Look Good M: Surferosa, Lars-Erik Westby; T: Mariann Thomassen            | Englisch   | Du siehst gut aus         |
| 2         | 1         | Publiners  | Te stein M: Bertil Bertelsen; T: Olav Nygaard, Morten Horn, Ronny Bertelsen | Norwegisch | Zu steinig                |
| 2         | 2         | Jane Helen | Shuffled M: Jane Helen; T: Christine Litlekalsøy                            | Englisch   | Durchmischt               |

 Kandidat hat sich für das Finale qualifiziert.

 Kandidat hat sich für das Goldduell qualifiziert.

## Finale
Das Finale fand am 21. Februar 2009 um 20:55 Uhr (MEZ) im Oslo Spektrum in Oslo statt. Sowohl im Jury- als auch im Televoting setzte sich Alexander Rybak durch. In der ersten Runde stellten alle acht Finalteilnehmer ihren Beitrag vor. Vier Beiträge qualifizierten sich für das Goldfinale.

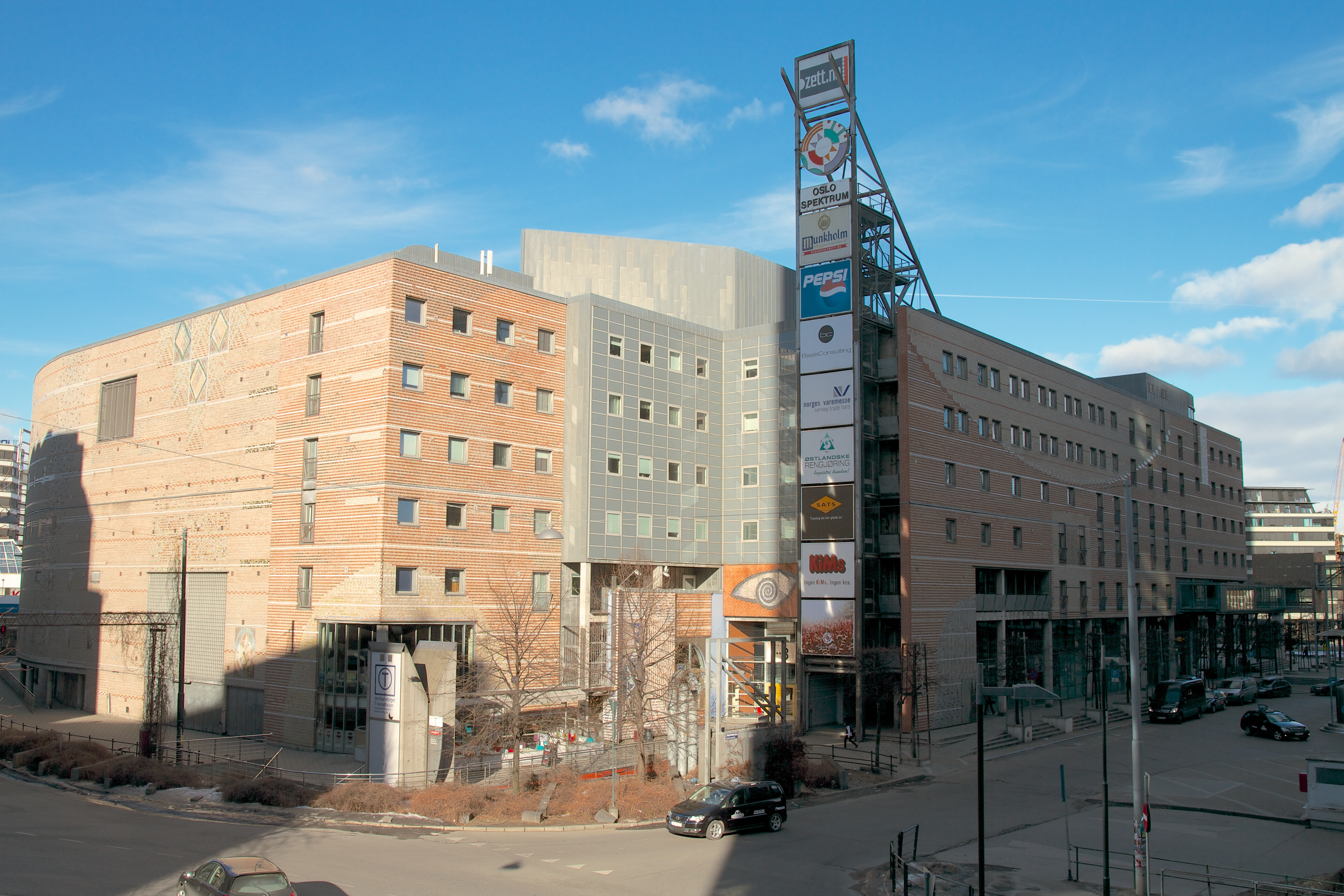
Oslo Spektrum

| Platz | Startnr. | Interpret          | Lied Musik (M) und Text (T)                                                         | Sprache    | Übersetzung (Inoffiziell) |
| ----- | -------- | ------------------ | ----------------------------------------------------------------------------------- | ---------- | ------------------------- |
| 1.–4. | 3        | Publiners          | Te stein M: Bertil Bertelsen; T: Olav Nygaard, Morten Horn, Ronny Bertelsen         | Norwegisch | Zu steinig                |
| 1.–4. | 4        | Alexander Stenerud | Find My Girl M/T: Alexander Stenerud                                                | Englisch   | Finde mein Mädchen        |
| 1.–4. | 6        | Alexander Rybak    | Fairytale M/T: Alexander Rybak                                                      | Englisch   | Märchen                   |
| 1.–4. | 8        | Tone Damli Aaberge | Butterflies M: David Eriksen, Billy Burnette; T: Tone Damli Aaberge, Mats Lie Skåre | Englisch   | Schmetterlinge            |
| 5.–8. | 1        | Espen Hana         | Two of a Kind M: Trond Andreassen; T: Andreassen, Christian Bloom                   | Englisch   | Zwei von einer Sorte      |
| 5.–8. | 2        | Ovi                | Seven Seconds M/T: Simone Larsen, Simen Eriksrud                                    | Englisch   | Sieben Sekunden           |
| 5.–8. | 5        | Velvet             | Tricky M/T: Hanne Sørvaag, N2, Niklas Bergwall, Niclas Kings                        | Englisch   | Knifflig                  |
| 5.–8. | 7        | Thomas Brøndbo     | Det vart en storm M: Svein Gundersen; T: Rolf Mokkelbost                            | Norwegisch | Es gab einen Sturm        |

 Kandidat hat sich für das Goldfinale qualifiziert.

### Goldfinale
| Platz | Interpret          | Lied Musik (M) und Text (T)                                                         | Jurystimmen nach Stadt | Jurystimmen nach Stadt | Jurystimmen nach Stadt | Jurystimmen nach Stadt | Jurystimmen nach Stadt | Zuschauerstimmen nach Region (SMS) | Zuschauerstimmen nach Region (SMS) | Zuschauerstimmen nach Region (SMS) | Zuschauerstimmen nach Region (SMS) | Zuschauerstimmen nach Region (SMS) | Zuschauerstimmen nach Region (SMS) |
| Platz | Interpret          | Lied Musik (M) und Text (T)                                                         | Kongsvinger            | Bodø                   | Grenland               | Ålesund                | Gesamt                 | Nord-Norge                         | Vestlandet                         | Midt-Norge                         | Sørlandet                          | Østlandet                          | Gesamt                             |
| ----- | ------------------ | ----------------------------------------------------------------------------------- | ---------------------- | ---------------------- | ---------------------- | ---------------------- | ---------------------- | ---------------------------------- | ---------------------------------- | ---------------------------------- | ---------------------------------- | ---------------------------------- | ---------------------------------- |
| 1.    | Alexander Rybak    | Fairytale M/T: Alexander Rybak                                                      | 8.000                  | 8.000                  | 8.000                  | 8.000                  | 32.000                 | 42.211                             | 60.679                             | 101.381                            | 132.683                            | 378.934                            | 715.888                            |
| 2.    | Tone Damli Aaberge | Butterflies M: David Eriksen, Billy Burnette; T: Tone Damli Aaberge, Mats Lie Skåre | 6.000                  | 4.000                  | 6.000                  | 6.000                  | 22.000                 | 05.631                             | 09.698                             | 016.040                            | 018.829                            | 049.658                            | 121.856                            |
| 3.    | Alexander Stenerud | Find My Girl M/T: Alexander Stenerud                                                | 4.000                  | 2.000                  | 4.000                  | 4.000                  | 14.000                 | 03.790                             | 05.432                             | 08.135                             | 010.993                            | 030.730                            | 073.080                            |
| 4.    | Publiners          | Te stein M: Bertil Bertelsen; T: Olav Nygaard, Morten Horn, Ronny Bertelsen         | 2.000                  | 6.000                  | 2.000                  | 2.000                  | 12.000                 | 06.630                             | 03.702                             | 08.945                             | 07.937                             | 023.469                            | 062.683                            |